# NGC 715
NGC 715 је спирална галаксија у сазвежђу Кит која се налази на NGC листи објеката дубоког неба.
Деклинација објекта је - 12° 52' 24" а ректасцензија 1h 53m 12,4s. Привидна величина (магнитуда) објекта NGC 715 износи 14,0 а фотографска магнитуда 14,8. NGC 715 је још познат и под ознакама MCG -2-5-69, PGC 6991.